# Formigueiro
Formigueiro es un municipio brasileño del estado de Rio Grande do Sul.
Se encuentra ubicado a una latitud de 30º00'01" Sur y una longitud de 53º29'57" Oeste, estando a una altitud de 129 metros sobre el nivel del mar. Su población estimada para el año 2004 era de 7.548 habitantes, y una densidad de población de 12,84 h/km².
Ocupa una superficie de 587,83 km².
- Datos: Q1784334
- Multimedia: Formigueiro (Rio Grande do Sul) / Q1784334

1. ↑  Worldpostalcodes.org,código postal n.º 97210-000.